# ŁKS Łódź (volley-ball féminin)
Le ŁKS Łódź est un club féminin de volley-ball polonais fondé en 1929 et  basé à Łódź, évoluant pour la saison 2019-2020 en Liga Siatkówki Kobiet.

## Palmarès
- Championnat de Pologne[2]
  - Vainqueur : 1983, 2019[3]
  - Finaliste : 1982, 1986, 2018[4]
- Coupe de Pologne[2]
  - Vainqueur : 1976, 1982, 1986.
  - Finaliste : 2018[5]
- Supercoupe de Pologne
  - Finaliste : 2019[6]